# Combiné femmes des championnats du monde de ski alpin 1978
Navigation
Édition précédente Édition suivante
Le classement du Combiné femmes des Championnats du monde de ski alpin 1978 est obtenu en prenant en compte les résultats des 3 épreuves (descente, slalom géant et slalom) disputées entre le 1er et le 4 février 1978 à Garmisch-Partenkirchen.
L'Autrichienne Annemarie Moser-Pröll remporte une seconde médaille d'or dans ces championnats après son titre obtenu en descente. Elle est suivie par Hanni Wenzel et Fabienne Serrat qui obtient l'unique médaille de l'équipe de France dans ces championnats.

## Résultats
| Rang               | Nom                   | Pays             | Points  |
| ------------------ | --------------------- | ---------------- | ------- |
| Médaille d'or      | Annemarie Moser-Pröll | Autriche         | 2460,39 |
| Médaille d'argent  | Hanni Wenzel          | Liechtenstein    | 2476,80 |
| Médaille de bronze | Fabienne Serrat       | France           | 2475,44 |
| 4                  | Kathy Kreiner         | Canada           | 2498,43 |
| 5                  | Dagmar Kuzmanová      | Tchécoslovaquie  | 2509,23 |
| 6                  | Cindy Nelson          | États-Unis       | 2511,63 |
| 7                  | Martine Liouche       | France           | 2525,21 |
| 8                  | Torill Fjeldstad      | Norvège          | 2530,84 |
| 9                  | Olga Charvátová       | Tchécoslovaquie  | 2536,65 |
| 10                 | Bente Dahlum          | Norvège          | 2545,36 |
| 11                 | Nadieżda Patrikiejewa | Union soviétique | 2550,94 |
| 12                 | Ludmiła Reus          | Union soviétique | 2560,38 |
| 13                 | Lenka Vlčková         | Tchécoslovaquie  | 2564,44 |
| 14                 | Valentina Iliffe      | Royaume-Uni      | 2607,42 |
| 15                 | Ewa Grabowska         | Pologne          | 2613,83 |
| 16                 | Marta Pietoń          | Pologne          | 2617,45 |
| 17                 | Lucy Holmes           | Royaume-Uni      | 2621,73 |
| 18                 | Tjaša Klanjšček       | Yougoslavie      | 2635,84 |
| 19                 | Katusha Esser         | Pays-Bas         | 2649,99 |
| 20                 | Jennifer Altermatt    | Australie        | 2654,71 |
| 21                 | Ildikó Apjok          | Hongrie          | 2697,36 |